# Departamento de Godoy Cruz
El departamento de Godoy Cruz es un departamento en la provincia de Mendoza (Argentina) y componente del Gran Mendoza (al sur). Fue creado en 1855 por decreto de Pedro Pascual Segura. Según el INDEC (2022), es el quinto departamento más poblado de la provincia con 195 183 habitantes (después de Guaymallén, Las Heras, Maipú y San Rafael). Posee ocho distritos y 72 km² de superficie.
La disputa de límites con Las Heras fue resuelta en 2017 con un fallo de la Suprema Corte Justicia de Mendoza que adjudicó 30 km² a Godoy Cruz en la zona aledaña al lago Potrerillos, a resultas de este fallo, el departamento de Godoy Cruz totaliza 107,30 km² de superficie.

## Historia
El departamento y villa de San Vicente fue creado en 1855 por decreto de Pedro Pascual Segura. En 1889 cambió la denominación San Vicente por Belgrano. Finalmente en 1909 dicha denominación cambió nuevamente, esta vez a Godoy Cruz, declarándola ciudad. En honor a quien fuera diputado Tomás Godoy Cruz, representante de Mendoza en el Congreso de Tucumán en 1816.
El 4 de enero de 1970 el departamento sufrió el desastre conocido como el «aluvión de las heladeras». Una gran precipitación produjo la rotura del dique Frías y un desastre que afectó Mendoza y Godoy Cruz. Murieron 21 habitantes.
Entre 1975 y 1983, bajo el terrorismo de Estado de la dictadura autodenominada «Proceso de Reorganización Nacional», la sede de la Comisaría 7.ª de Godoy Cruz (de la Policía de Mendoza) fue asiento de un centro clandestino de detención.
En 1977 ocurrió la explosión de la planta de gas de Villa Hipódromo, la cual afectó gravemente a este barrio, así como a la Villa del Parque. Fallecieron cinco trabajadores de Gas del Estado.
El 26 de enero de 1985 el departamento sufrió (al igual que el resto de la provincia) un grave terremoto, de grado 6,3 en la escala de Richter, que causó la destrucción del hospital El Carmen. Asimismo dejó destruidos los barrios de Villa Hipódromo y Villa Marini.

## Geografía

### Población
Según el censo nacional de 2022, la población ascendía a 195 159 habitantes; lo que representó un aumento en la cantidad de personas del 1,7% menor que el crecimiento poblacional provinciala situado en 17,5%. Estos datos le valieron al departamento tener la quinta mayor población, la mayor densidad poblacional y ser el departamento con menor crecimiento de la provincia.

### Distritos
|   | Distritos               | Población (2010) |
| - | ----------------------- | ---------------- |
| 1 | Gobernador Benegas      | 21533            |
| 2 | Godoy Cruz (Ciudad)     | 79748            |
| 3 | Las Tortugas            | 36460            |
| 4 | Presidente Sarmiento    | 43068            |
| 5 | San Francisco del Monte | 10927            |

Desde 2021 el departamento está constituido por los distritos Centro, Gobernador Benegas, Las Tortugas, San Francisco del Monte, San Vicente, Trapiche, Villa del Parque, Villa Hipódromo y Villa Marini.

### Sismicidad
La sismicidad del área de Cuyo (centro oeste de Argentina) es frecuente y de intensidad muy alta, con un silencio sísmico de terremotos medios a graves cada 20 años.
- Sismo de 1861: aunque dicha actividad geológica catastrófica ocurre desde épocas prehistóricas, el terremoto del 20 de marzo de 1861 (164 años), con 12 000 muertes,[15] señaló un hito importante dentro de la historia de eventos sísmicos argentinos ya que fue el más fuerte registrado y documentado en el país. A partir del mismo los sucesivos gobiernos mendocinos y municipales han ido extremando cuidados y restringiendo los códigos de construcción.[14] Con el terremoto de San Juan del 15 de enero de 1944 (81 años) los gobiernos tomaron estado de la enorme gravedad crónica de sismos de la región.
- Sismo de 1920: de 6,8 de intensidad, destruyó parte de sus edificaciones y abrió numerosas grietas en la zona. Hubo 250 muertes por destrucción de casas de adobe[15][14]
- Sismo del sur de Mendoza de 1929: muy grave, y al no haber desarrollado ninguna medida preventiva, a pesar de haber transcurrido solo nueve años del anterior, mató a 30 habitantes por la caída de casas de adobe[14]
- Sismo de 1985: fue otro episodio grave,[16] de 9 s de duración, derrumbando el viejo Hospital del Carmen de Godoy Cruz.

## Religión
| Religión en Godoy Cruz (2022) | Religión en Godoy Cruz (2022) | Religión en Godoy Cruz (2022) | Religión en Godoy Cruz (2022) | Religión en Godoy Cruz (2022) |
| ----------------------------- | ----------------------------- | ----------------------------- | ----------------------------- | ----------------------------- |
|                               |                               |                               | %                             |                               |
| Católicos                     | Católicos                     |                               | 74.8 %                        | 74.8 %                        |
| Sin religión                  | Sin religión                  |                               | 15.1 %                        | 15.1 %                        |
| Protestantes                  | Protestantes                  |                               | 9.4 %                         | 9.4 %                         |
| Otros                         | Otros                         |                               | 0.7 %                         | 0.7 %                         |

Godoy Cruz posee una población mayoritariamente católica, con el 75% de los habitantes practicantes en dicha fe.

En Godoy Cruz se encuentra la Iglesia de Nuestra Señora de la Soledad, sede del priorato San José, perteneciente a la Fraternidad Sacerdotal San Pío X (FSSPX), una congregación católica tradicionalista.
|                            |
| Iglesia San Vicente Ferrer |

|                                                            |
| Nuestra Señora de la Medalla Milagrosa, en el Puente Olive |

|                                                    |
| Interior de la Parroquia Nuestra Señora del Carmen |

## Gobierno

### Intendentes desde 1983
| Partido                                           | Partido | Intendente                                        | Periodo                                           |
| ------------------------------------------------- | ------- | ------------------------------------------------- | ------------------------------------------------- |
|                                                   | UCR     | Roberto Tuninetti                                 | 10 de diciembre de 1983 - 10 de diciembre de 1987 |
|                                                   | PJ      | Carlos de la Rosa                                 | 10 de diciembre de 1987 - 10 de diciembre de 1991 |
| Ruben Montemayor                                  | PJ      | 10 de diciembre de 1991 - 10 de diciembre de 1995 |                                                   |
| Ruben Montemayor                                  | PJ      | 10 de diciembre de 1995 - 10 de diciembre de 1999 |                                                   |
|                                                   | UCR     | Cesar Biffi                                       | 10 de diciembre de 1999 - 10 de diciembre de 2003 |
| 10 de diciembre de 2003 - 10 de diciembre de 2007 | UCR     | Cesar Biffi                                       |                                                   |
| Alfredo Cornejo                                   | UCR     | 10 de diciembre de 2007 - 10 de diciembre de 2011 |                                                   |
| Alfredo Cornejo                                   | UCR     | 10 de diciembre de 2011 - 10 de diciembre de 2015 |                                                   |
| Tadeo García Zalazar                              | UCR     | 10 de diciembre de 2015 - 10 de diciembre de 2019 |                                                   |
| Tadeo García Zalazar                              | UCR     | 10 de diciembre de 2019 - 10 de diciembre de 2023 |                                                   |
| Diego Costarelli                                  | UCR     | 10 de diciembre de 2023 - 10 de diciembre de 2027 |                                                   |

### Concejo Deliberante
El Honorable concejo Deliberante de Godoy Cruz está compuesto por los siguientes concejales, para el periodo 2023-2025:
| Bloques | Bloques                | Integrantes |
| ------- | ---------------------- | ----------- |
|         | Frente Cambia Mendoza  | 9           |
|         | Partido Demócrata LLA  | 2           |
|         | Unión Por La Patria-PJ | 1           |

En la siguiente tabla se puede observar los concejales de cada partido político y su respectivo periodo:
| N.º | Concejal                | Bloques | Bloques                     | Periodo   |
| --- | ----------------------- | ------- | --------------------------- | --------- |
| 1   | Marcela Fernández       |         | Frente Cambia Mendoza - UCR | 2021-2025 |
| 2   | Fabricio Cuaranta       |         | Frente Cambia Mendoza - UCR | 2023-2027 |
| 3   | Melisa Martínez Malanca |         | Frente Cambia Mendoza - UCR | 2023-2027 |
| 4   | Jorge Magnaghi          |         | Frente Cambia Mendoza - UCR | 2023-2027 |
| 5   | Pedro San Martín        |         | Frente Cambia Mendoza - UCR | 2021-2025 |
| 6   | Marianella Araya        |         | Frente Cambia Mendoza - PS  | 2021-2025 |
| 7   | Noelia Santino          |         | Frente Cambia Mendoza - UCR | 2023-2027 |
| 8   | Marcelo Corti           |         | Frente Cambia Mendoza - PRO | 2021-2025 |
| 9   | Silvina Anfuso          |         | Frente Cambia Mendoza - LDS | 2021-2025 |
| 10  | Francisco Cordón        |         | Partido Demócrata LLA       | 2023-2027 |
| 11  | Jorge Quiroga           |         | Partido Demócrata LLA       | 2023-2027 |
| 12  | Martín González         |         | Unión Por La Patria - PJ    | 2021-2025 |